# Stade Laurent Pokou
Het Stade Laurent Pokou is een multifunctioneel stadion in San-Pédro, een stad in Ivoorkust. Het stadion is vernoemd naar Laurent Pokou (1947–2016), een Ivoriaans voetballer. In het stadion kunnen 20.000 toeschouwers.
Het stadion werd gebouwd tussen 2018 en 2023 door een Chinees bouwbedrijf, China Civil Engineering Construction Corporation. De opening van het stadion was op 8 september 2023. Hierbij was de minister van Sport Claude Paulin Danho aanwezig en ook de Chinese ambassadeur en de familie van Laurent Pokou. De openingswedstrijd was een dag later, een kwalificatiewedstrijd voor het Afrikaans Kampioenschap 2023 tussen Ivoorkust en Lesotho. Het stadion wordt in 2024 gebruikt voor het Afrikaans kampioenschap voetbal 2023.

## Afrika Cup 2023
Tijdens het Afrikaans kampioenschap voetbal 2023 worden er acht wedstrijden in dit stadion gespeeld, zes groepswedstrijden en twee achtste finales .
| Datum           | Tijd  | Thuisteam      | Uitslag | Uitteam        | Competitie     | Toeschouwers | Onderlingsresultaat |
| --------------- | ----- | -------------- | ------- | -------------- | -------------- | ------------ | ------------------- |
| 17 januari 2024 | 17:00 | Marokko        | 3–0     | Tanzania       | Groepsfase     | 15.478       | onderling resultaat |
| 17 januari 2024 | 20:00 | Congo-Kinshasa | 1–1     | Zambia         | Groepsfase     | 15.478       | onderling resultaat |
| 21 januari 2024 | 14:00 | Marokko        | 1–1     | Congo-Kinshasa | Groepsfase     | 13.342       | onderling resultaat |
| 21 januari 2024 | 17:00 | Zambia         | 1–1     | Tanzania       | Groepsfase     | 13.342       | onderling resultaat |
| 24 januari 2024 | 17:00 | Namibië        | 0–0     | Mali           | Groepsfase     | 15.231       | onderling resultaat |
| 24 januari 2024 | 20:00 | Zambia         | 0–1     | Marokko        | Groepsfase     | 15.231       | onderling resultaat |
| 28 januari 2024 | 20:00 | Egypte         | 1–1     | Congo-Kinshasa | Achtste finale | 12.342       | onderling resultaat |
| 30 januari 2024 | 20:00 | Marokko        | 0–2     | Zuid-Afrika    | Achtste finale | 19.078       | onderling resultaat |